# Chloortrifluormethaan
Chloortrifluormethaan, ook bekend onder de naam Freon 13, is een halomethaan van chloor en fluor, met als brutoformule CClF3. Het is een kleurloos, vloeibaar gemaakt gas, dat onoplosbaar is in water. De stof werd vroeger gebruikt als koudemiddel, maar is nu een verboden freon, omwille van het destructieve karakter ten opzichte van ozon.

## Toxicologie en veiligheid
De stof ontleedt bij verbranding of bij contact met hete oppervlakken, met vorming van giftige en corrosieve dampen, waaronder waterstofchloride, waterstoffluoride en fosgeen. Chloortrifluormethaan is onverenigbaar met bepaalde metaalpoeders, zoals aluminium, zink en beryllium.
De stof kan effecten hebben op het hart en de bloedvaten, met als gevolg een verstoorde werking of een onregelmatige hartslag. Blootstelling kan het bewustzijn verminderen.